# 2018–2019-es UEFA Nemzetek Ligája (B liga)
A 2018–2019-es UEFA Nemzetek Ligájának B ligája az UEFA Nemzetek Ligája 2018–2019-es kiírásának második divíziója.

## Lebonyolítás
A B ligában az UEFA rangsorának 13–24. helyen álló csapatai szerepeltek, a csapatokat négy darab háromcsapatos csoportba sorsolták. A csoportok győztesei feljutottak a 2020–2021-es UEFA Nemzetek Ligájának A ligájába, a harmadik helyezett csapatok kiestek a 2020–2021-es UEFA Nemzetek Ligájának C ligájába.
Továbbá a B liga a 2020-as Európa-bajnokság maradék négy helyéből egy helyet biztosított. A B liga legjobb négy csapata, amely nem jutott ki az Európa-bajnokságra, pótselejtezőt játszhatott. Elsősorban a divíziók csoportgyőztesei játszhattak pótselejtezőt, de ha egy csoportgyőztes már a Eb-selejtezőből kijutott, akkor az adott liga legjobb helyezettje kapott helyet a pótselejtezőben. Ha a B liga csapataiból kevesebb mint négy csapat nem jutott ki a selejtezőből, akkor a pótselejtezős helyeket a Nemzetek Ligája következő legjobb helyezettjei kapták, de egy csoportgyőztes nem játszhatott egy magasabb ligában lévő csapattal. A pótselejtező két elődöntőből (az 1. helyen rangsorolt csapat a 4. helyen rangsorolt csapattal, a 2. helyen rangsorolt csapat a 3. helyen rangsorolt csapattal mérkőzött, a magasabban rangsorolt csapat játszott hazai pályán) és egy döntőből állt, a két elődöntő győztese között (a helyszínt a két csapat közül sorsolták).

## Kiemelés
A B liga résztvevőit a 2018-as világbajnokság európai selejtezőinek első fordulója után határozták meg az akkori, nemzetekre vonatkozó UEFA-együtthatók alapján, 2017. október 11-én. A csapatokat három darab kalapba sorolták.
A csoportok sorsolását Lausanne-ben, Svájcban tartják 2018. január 24-én. Az UEFA végrehajtó bizottságának döntése értelmében Oroszország és Ukrajna nem kerülhet azonos csoportba.
| Csapat      | Együttható | Hely. |
| ----------- | ---------- | ----- |
| Ausztria    | 29 418     | 13    |
| Wales       | 29 269     | 14    |
| Oroszország | 29 258     | 15    |
| Szlovákia   | 28 555     | 16    |

| Csapat              | Együttható | Hely. |
| ------------------- | ---------- | ----- |
| Svédország          | 28 487     | 17    |
| Ukrajna             | 28 286     | 18    |
| Írország            | 28 249     | 19    |
| Bosznia-Hercegovina | 28 200     | 20    |

| Csapat         | Együttható | Hely. |
| -------------- | ---------- | ----- |
| Észak-Írország | 27 127     | 21    |
| Dánia          | 27 052     | 22    |
| Csehország     | 27 028     | 23    |
| Törökország    | 26 538     | 24    |

## Csoportok

### 1. csoport
| Hely. | Csapat     | M | Gy | D | V | G+ | G– | Gk | P | Feljutás vagy kiesés              |  | Ukrajna | Csehország | Szlovákia |
| ----- | ---------- | - | -- | - | - | -- | -- | -- | - | --------------------------------- |  | ------- | ---------- | --------- |
| 1.    | Ukrajna    | 4 | 3  | 0 | 1 | 5  | 5  | 0  | 9 | Feljutott a 2020–2021-es A ligába |  | —       | 1–0        | 1–0       |
| 2.    | Csehország | 4 | 2  | 0 | 2 | 4  | 4  | 0  | 6 |                                   |  | 1–2     | —          | 1–0       |
| 3.    | Szlovákia  | 4 | 1  | 0 | 3 | 5  | 5  | 0  | 3 |                                   |  | 4–1     | 1–2        | —         |

1. ↑  A 2020–2021-es Nemzetek Ligája átalakítása miatt egyik csapat sem esett ki.[9]

| 2018. szeptember 6. 21:00 |

| Csehország | 1–2               | Ukrajna                           |
| ---------- | ----------------- | --------------------------------- |
| Schick 4'  | (1–1) Jegyzőkönyv | Konopljanka 45+1' Zincsenko 90+3' |

| Městský fotbalový stadion, Uherské Hradiště Játékvezető: Anthony Taylor (angol) |

| 2018. szeptember 9. 15:00 (16:00 UTC+3) |

| Ukrajna                   | 1–0               | Szlovákia |
| ------------------------- | ----------------- | --------- |
| Jarmolenko 80' (11-esből) | (0–0) Jegyzőkönyv |           |

| Arena Lviv, Lviv Játékvezető: Anastasios Sidiropoulos (görög) |

| 2018. október 13. 15:00 |

| Szlovákia  | 1–2               | Csehország              |
| ---------- | ----------------- | ----------------------- |
| Hamšík 62' | (0–0) Jegyzőkönyv | Krmenčík 52' Schick 76' |

| Štadión Antona Malatinského, Trnava Játékvezető: Slavko Vinčić (szlovén) |

| 2018. október 16. 20:45 (21:45 UTC+3) |

| Ukrajna         | 1–0               | Csehország |
| --------------- | ----------------- | ---------- |
| Malinovskyi 43' | (1–0) Jegyzőkönyv |            |

| Metalist Stadium, Harkiv Játékvezető: Gediminas Mažeika (litván) |

| 2018. november 16. 20:45 |

| Szlovákia                              | 4–1               | Ukrajna         |
| -------------------------------------- | ----------------- | --------------- |
| Rusnák 6' Kucka 26' Zreľák 52' Mak 61' | (2–0) Jegyzőkönyv | Konoplyanka 47' |

| Štadión Antona Malatinského, Trnava Játékvezető: Nikola Dabanović (montenegrói) |

| 2018. november 19. 20:45 |

| Csehország | 1–0               | Szlovákia |
| ---------- | ----------------- | --------- |
| Schick 32' | (1–0) Jegyzőkönyv |           |

| Sinobo Stadion, Prága Játékvezető: Alejandro Hernández Hernández (spanyol) |

### 2. csoport
| Hely. | Csapat      | M | Gy | D | V | G+ | G– | Gk | P | Feljutás vagy kiesés              |  | Svédország | Oroszország | Törökország |
| ----- | ----------- | - | -- | - | - | -- | -- | -- | - | --------------------------------- |  | ---------- | ----------- | ----------- |
| 1.    | Svédország  | 4 | 2  | 1 | 1 | 5  | 3  | +2 | 7 | Feljutott a 2020–2021-es A ligába |  | —          | 2–0         | 2–3         |
| 2.    | Oroszország | 4 | 2  | 1 | 1 | 4  | 3  | +1 | 7 |                                   |  | 0–0        | —           | 2–0         |
| 3.    | Törökország | 4 | 1  | 0 | 3 | 4  | 7  | −3 | 3 |                                   |  | 0–1        | 1–2         | —           |

1. ↑  A 2020–2021-es Nemzetek Ligája átalakítása miatt egyik csapat sem esett ki.[9]
2. 1 2  Egymás elleni pontok: Svédország 4, Oroszország 1.

| 2018. szeptember 7. 20:45 (21:45 UTC+3) |

| Törökország | 1–2               | Oroszország             |
| ----------- | ----------------- | ----------------------- |
| Aziz 41'    | (1–1) Jegyzőkönyv | Cserisev 13' Dzjuba 49' |

| Şenol Güneş Stadium, Trabzon Játékvezető: Artur Soares Dias (portugál) |

| 2018. szeptember 10. 20:45 |

| Svédország              | 2–3               | Törökország                     |
| ----------------------- | ----------------- | ------------------------------- |
| Thelin 35' Claesson 49' | (1–0) Jegyzőkönyv | Çalhanoğlu 51' Akbaba 88' 90+2' |

| Friends Arena, Stockholm Nézőszám: 21 832 Játékvezető: Jesús Gil Manzano (spanyol) |

| 2018. október 11. 21:45 |

| Oroszország | 0–0         | Svédország |
| ----------- | ----------- | ---------- |
|             | Jegyzőkönyv |            |

| Kaliningrad Stadium, Kalinyingrád Játékvezető: Luca Banti (olasz) |

| 2018. október 14. 18:00 (19:00 UTC+3) |

| Oroszország                  | 2–0               | Törökország |
| ---------------------------- | ----------------- | ----------- |
| Neustädter 20' Cheryshev 78' | (1–0) Jegyzőkönyv |             |

| Fisht Olympic Stadium, Szocsi Játékvezető: Paweł Raczkowski (lengyel) |

| 2018. november 17. 18:00 (20:00 UTC+3) |

| Törökország | 0–1               | Svédország               |
| ----------- | ----------------- | ------------------------ |
|             | (0–0) Jegyzőkönyv | Granqvist 71' (11-esből) |

| Konya Büyükşehir Stadium, Konya Játékvezető: Kovács István (román) |

| 2018. november 20. 20:45 |

| Svédország            | 2–0               | Oroszország |
| --------------------- | ----------------- | ----------- |
| Lindelöf 41' Berg 72' | (1–0) Jegyzőkönyv |             |

| Friends Arena, Solna Játékvezető: Benoît Bastien (francia) |

### 3. csoport
| Hely. | Csapat              | M | Gy | D | V | G+ | G– | Gk | P  | Feljutás vagy kiesés              |  | Bosznia-Hercegovina | Ausztria | Észak-Írország |
| ----- | ------------------- | - | -- | - | - | -- | -- | -- | -- | --------------------------------- |  | ------------------- | -------- | -------------- |
| 1.    | Bosznia-Hercegovina | 4 | 3  | 1 | 0 | 5  | 1  | +4 | 10 | Feljutott a 2020–2021-es A ligába |  | —                   | 1–0      | 2–0            |
| 2.    | Ausztria            | 4 | 2  | 1 | 1 | 3  | 2  | +1 | 7  |                                   |  | 0–0                 | —        | 1–0            |
| 3.    | Észak-Írország      | 4 | 0  | 0 | 4 | 2  | 7  | −5 | 0  |                                   |  | 1–2                 | 1–2      | —              |

1. ↑  A 2020–2021-es Nemzetek Ligája átalakítása miatt egyik csapat sem esett ki.[9]

| 2018. szeptember 8. 15:00 (14:00 UTC+1) |

| Észak-Írország | 1–2               | Bosznia-Hercegovina    |
| -------------- | ----------------- | ---------------------- |
| Grigg 90+3'    | (0–1) Jegyzőkönyv | Duljević 36' Sarić 64' |

| Windsor Park, Belfast Játékvezető: Pavel Královec (cseh) |

| 2018. szeptember 11. 20:45 |

| Bosznia-Hercegovina | 1–0               | Ausztria |
| ------------------- | ----------------- | -------- |
| Džeko 78'           | (0–0) Jegyzőkönyv |          |

| Bilino Polje Stadium, Zenica Játékvezető: Ruddy Buquet (francia) |

| 2018. október 12. 20:45 |

| Ausztria       | 1–0               | Észak-Írország |
| -------------- | ----------------- | -------------- |
| Arnautović 71' | (0–0) Jegyzőkönyv |                |

| Ernst-Happel-Stadion, Bécs Játékvezető: Georgi Kabakov (bolgár) |

| 2018. október 15. 20:45 |

| Bosznia-Hercegovina | 2–0               | Észak-Írország |
| ------------------- | ----------------- | -------------- |
| Džeko 27' 73'       | (1–0) Jegyzőkönyv |                |

| Stadion Grbavica, Szarajevó Játékvezető: Mattias Gestranius (finn) |

| 2018. november 15. 20:45 |

| Ausztria | 0–0         | Bosznia-Hercegovina |
| -------- | ----------- | ------------------- |
|          | Jegyzőkönyv |                     |

| Ernst Happel Stadion, Bécs Játékvezető: Andrew Dallas (skót) |

| 2018. november 18. 18:00 (17:00 UTC±0) |

| Észak-Írország | 1–2               | Ausztria                  |
| -------------- | ----------------- | ------------------------- |
| C. Evans 57'   | (0–0) Jegyzőkönyv | Schlager 49' Lazaro 90+3' |

| Windsor Park, Belfast Játékvezető: Jonathan Lardot (belga) |

### 4. csoport
| Hely. | Csapat   | M | Gy | D | V | G+ | G– | Gk | P | Feljutás vagy kiesés              |  | Dánia | Wales | Írország |
| ----- | -------- | - | -- | - | - | -- | -- | -- | - | --------------------------------- |  | ----- | ----- | -------- |
| 1.    | Dánia    | 4 | 2  | 2 | 0 | 4  | 1  | +3 | 8 | Feljutott a 2020–2021-es A ligába |  | —     | 2–0   | 0–0      |
| 2.    | Wales    | 4 | 2  | 0 | 2 | 6  | 5  | +1 | 6 |                                   |  | 1–2   | —     | 4–1      |
| 3.    | Írország | 4 | 0  | 2 | 2 | 1  | 5  | −4 | 2 |                                   |  | 0–0   | 0–1   | —        |

1. ↑  A 2020–2021-es Nemzetek Ligája átalakítása miatt egyik csapat sem esett ki.[9]

| 2018. szeptember 6. 20:45 (19:45 UTC+1) |

| Wales                                       | 4–1               | Írország     |
| ------------------------------------------- | ----------------- | ------------ |
| Lawrence 6' Bale 18' Ramsey 37' Roberts 55' | (3–0) Jegyzőkönyv | Williams 66' |

| Cardiff City Stadion, Cardiff Játékvezető: Clément Turpin (francia) |

| 2018. szeptember 9. 18:00 |

| Dánia                      | 2–0               | Wales |
| -------------------------- | ----------------- | ----- |
| Eriksen 32' 63' (11-esből) | (1–0) Jegyzőkönyv |       |

| Idrætspark, Aarhus Játékvezető: Deniz Aytekin (német) |

| 2018. október 13. 20:45 (19:45 UTC+1) |

| Írország | 0–0         | Dánia |
| -------- | ----------- | ----- |
|          | Jegyzőkönyv |       |

| Aviva Stadion, Dublin Játékvezető: Xavier Estrada Fernández (spanyol) |

| 2018. október 16. 20:45 (19:45 UTC+1) |

| Írország | 0–1               | Wales      |
| -------- | ----------------- | ---------- |
|          | (0–0) Jegyzőkönyv | Wilson 58' |

| Aviva Stadion, Dublin Játékvezető: Björn Kuipers (holland) |

| 2018. november 16. 20:45 (19:45 UTC±0) |

| Wales    | 1–2               | Dánia                            |
| -------- | ----------------- | -------------------------------- |
| Bale 89' | (0–1) Jegyzőkönyv | N. Jørgensen 42' Braithwaite 88' |

| Cardiff City Stadium, Cardiff Játékvezető: Ivan Kružliak (szlovák) |

| 2018. november 19. 20:45 |

| Dánia | 0–0         | Írország |
| ----- | ----------- | -------- |
|       | Jegyzőkönyv |          |

| Idrætspark, Aarhus Játékvezető: Aliyar Aghayev (azeri) |

## Összesített rangsor
A B liga 12 csapata az UEFA Nemzetek Ligája 13–24. helyezéseit kapta, a következő szabályok alapján:
- A csoportok első helyezettjei a 13–16. helyezéseket kapták, a csoportban elért eredményeik alapján.
- A csoportok második helyezettjei a 17–20. helyezéseket kapták, a csoportban elért eredményeik alapján.
- A csoportok harmadik helyezettjei a 21–24. helyezéseket kapták, a csoportban elért eredményeik alapján.

| Hely. | Cs | Csapat              | M | Gy | D | V | G+ | G– | Gk | P  |
| ----- | -- | ------------------- | - | -- | - | - | -- | -- | -- | -- |
| 13.   | B3 | Bosznia-Hercegovina | 4 | 3  | 1 | 0 | 5  | 1  | +4 | 10 |
| 14.   | B1 | Ukrajna             | 4 | 3  | 0 | 1 | 5  | 5  | 0  | 9  |
| 15.   | B4 | Dánia               | 4 | 2  | 2 | 0 | 4  | 1  | +3 | 8  |
| 16.   | B2 | Svédország          | 4 | 2  | 1 | 1 | 5  | 3  | +2 | 7  |
|       |    |                     |   |    |   |   |    |    |    |    |
| 17.   | B2 | Oroszország         | 4 | 2  | 1 | 1 | 4  | 3  | +1 | 7  |
| 18.   | B3 | Ausztria            | 4 | 2  | 1 | 1 | 3  | 2  | +1 | 7  |
| 19.   | B4 | Wales               | 4 | 2  | 0 | 2 | 6  | 5  | +1 | 6  |
| 20.   | B1 | Csehország          | 4 | 2  | 0 | 2 | 4  | 4  | 0  | 6  |
|       |    |                     |   |    |   |   |    |    |    |    |
| 21.   | B1 | Szlovákia           | 4 | 1  | 0 | 3 | 5  | 5  | 0  | 3  |
| 22.   | B2 | Törökország         | 4 | 1  | 0 | 3 | 4  | 7  | −3 | 3  |
| 23.   | B4 | Írország            | 4 | 0  | 2 | 2 | 1  | 5  | −4 | 2  |
| 24.   | B3 | Észak-Írország      | 4 | 0  | 0 | 4 | 2  | 7  | −5 | 0  |

## 2020-as Eb-pótselejtező
A B liga négy legjobb csapata, amely a selejtezőből nem jutott ki a 2020-as Európa-bajnokságra, részt vehetett a pótselejtezőn.
| Hely.  | Csapat              |
| ------ | ------------------- |
| 13. CS | Bosznia-Hercegovina |
| 14. CS | Ukrajna             |
| 15. CS | Dánia[R]            |
| 16. CS | Svédország          |
| 17.    | Oroszország[R]      |
| 18.    | Ausztria            |
| 19.    | Wales               |
| 20.    | Csehország          |
| 21.    | Szlovákia           |
| 22.    | Törökország         |
| 23.    | Írország[R]         |
| 24.    | Észak-Írország      |

Jegyzetek
- CS NL-csoportgyőztes
- [R] rendező
- pótselejtezőbe jutott
- kijutott az Európa-bajnokságra